# Кім Хьо Соп
Кім Хьо Соп (кор. 김 효섭; нар. 23 вересня 1980, провінція Хенань, КНР) — південнокорейський борець вільного стилю, чемпіон та бронзовий призер чемпіонатів Азії, дворазовий бронзовий призер Азійських ігор, чемпіон світу, учасник двох Олімпійських ігор.

## Життєпис
Боротьбою почав займатися з 1992 року.
Виступав за борцівський клуб Samsung, Сеул. Тренер — Ху Че Мун.

## Спортивні результати на міжнародних змаганнях

### Виступи на Олімпіадах
| Змагання                    | Збірна         | Вагова категорія          | Місце |
| --------------------------- | -------------- | ------------------------- | ----- |
| Літні Олімпійські ігри 2004 | Південна Корея | вільна боротьба, до 55 кг | 6     |
| Літні Олімпійські ігри 2008 | Південна Корея | вільна боротьба, до 55 кг | 9     |

### Виступи на Чемпіонатах світу
| Змагання                        | Збірна         | Вагова категорія          | Місце |
| ------------------------------- | -------------- | ------------------------- | ----- |
| Чемпіонат світу з боротьби 2001 | Південна Корея | вільна боротьба, до 54 кг | 22    |
| Чемпіонат світу з боротьби 2006 | Південна Корея | вільна боротьба, до 55 кг | 5     |
| Чемпіонат світу з боротьби 2007 | Південна Корея | вільна боротьба, до 55 кг | 22    |
| Чемпіонат світу з боротьби 2009 | Південна Корея | вільна боротьба, до 55 кг | 9     |
| Чемпіонат світу з боротьби 2010 | Південна Корея | вільна боротьба, до 55 кг | 5     |

### Виступи на Чемпіонатах Азії
| Змагання                       | Збірна         | Вагова категорія          | Місце  |
| ------------------------------ | -------------- | ------------------------- | ------ |
| Чемпіонат Азії з боротьби 2000 | Південна Корея | вільна боротьба, до 54 кг | 8      |
| Чемпіонат Азії з боротьби 2004 | Південна Корея | вільна боротьба, до 55 кг | Бронза |
| Чемпіонат Азії з боротьби 2009 | Південна Корея | вільна боротьба, до 55 кг | Золото |

### Виступи на Азійських іграх
| Змагання           | Збірна         | Вагова категорія          | Місце  |
| ------------------ | -------------- | ------------------------- | ------ |
| Азійські ігри 2006 | Південна Корея | вільна боротьба, до 55 кг | Бронза |
| Азійські ігри 2010 | Південна Корея | вільна боротьба, до 55 кг | Бронза |

### Виступи на Східноазійських іграх
| Змагання                 | Збірна         | Вагова категорія          | Місце |
| ------------------------ | -------------- | ------------------------- | ----- |
| Східноазійські ігри 2001 | Південна Корея | вільна боротьба, до 54 кг | 5     |

### Виступи на Чемпіонатах світу серед студентів
| Змагання                                        | Збірна         | Вагова категорія          | Місце |
| ----------------------------------------------- | -------------- | ------------------------- | ----- |
| Чемпіонат світу з боротьби серед студентів 2000 | Південна Корея | вільна боротьба, до 54 кг | 4     |
| Чемпіонат світу з боротьби серед студентів 2002 | Південна Корея | вільна боротьба, до 55 кг | 5     |

### Виступи на Чемпіонатах світу серед військовослужбовців
| Змагання                                                  | Збірна         | Вагова категорія          | Місце  |
| --------------------------------------------------------- | -------------- | ------------------------- | ------ |
| Чемпіонат світу з боротьби серед військовослужбовців 2003 | Південна Корея | вільна боротьба, до 55 кг | Золото |

### Виступи на інших змаганнях
| Змагання                                                      | Збірна         | Вагова категорія          | Місце  |
| ------------------------------------------------------------- | -------------- | ------------------------- | ------ |
| Олімпійський кваліфікаційний турнір з боротьби 2004 (Софія)   | Південна Корея | вільна боротьба, до 55 кг | Срібло |
| Міжнародний меморіал Дейва Шульца 2007                        | Південна Корея | вільна боротьба, до 55 кг | Золото |
| Олімпійський кваліфікаційний турнір з боротьби 2008 (Мартіні) | Південна Корея | вільна боротьба, до 55 кг | Срібло |
| Золотий Гран-прі з боротьби 2009                              | Південна Корея | вільна боротьба, до 55 кг | Бронза |
| Міжнародний меморіал Дейва Шульца 2010                        | Південна Корея | вільна боротьба, до 55 кг | Срібло |

### Виступи на змаганнях молодших вікових груп
| Змагання                                      | Збірна         | Вагова категорія          | Місце |
| --------------------------------------------- | -------------- | ------------------------- | ----- |
| Чемпіонат світу з боротьби серед юніорів 1998 | Південна Корея | вільна боротьба, до 49 кг | 7     |
| Чемпіонат світу з боротьби серед юніорів 1999 | Південна Корея | вільна боротьба, до 50 кг | 7     |